# Юнацький чемпіонат Європи з футболу (U-19) 2011
Чемпіонат Європи з футболу серед юнаків віком до 19 років 2011 року — пройшов у Румунії з 20 липня по 1 серпня. Переможцем стала збірна Іспанії, яка у фіналі перемогла збірну Чехії із рахунком 3:2.

## Кваліфікація
1. Кваліфікаційний раунд — 28 вересня 2010 – 30 жовтня 2010
2. Елітний раунд – 28 квітня 2011 – 5 червня 2011

## Міста та стадіони
| Місто    | Стадіон   | Місткість | Примітки                             |
| -------- | --------- | --------- | ------------------------------------ |
| Берчень  | Берчень   | 2,600     | Три матчі у групі                    |
| Буфтя    | Буфтя     | 800       | Три матчі у групі                    |
| Кіажна   | Конкордія | 3,700     | Три матчі у групі, півфінал та фінал |
| Могошоая | Могошоая  | 1,000     | Три матчі у групі та півфінал        |

## Учасники
- Бельгія
- Чехія
- Греція
- Ірландія
- Румунія (господар)
- Сербія
- Іспанія
- Туреччина

## Груповий етап

### Група А
| Збірна   | І | В | Н | П | ГЗ | ГП | РМ | О |
| -------- | - | - | - | - | -- | -- | -- | - |
| Чехія    | 3 | 3 | 0 | 0 | 6  | 2  | +4 | 9 |
| Ірландія | 3 | 1 | 1 | 1 | 3  | 3  | 0  | 4 |
| Греція   | 3 | 1 | 0 | 2 | 2  | 3  | –1 | 3 |
| Румунія  | 3 | 0 | 1 | 2 | 1  | 4  | –3 | 1 |

| 20 липня 2011 21:00 |

| Греція     | 1 – 2    | Ірландія         |
| ---------- | -------- | ---------------- |
| Катідіс 5' | Протокол | О'Коннор 2', 51' |

| Буфтя, Буфтя Глядачів: 310 Арбітр: Павел Гіль (Польща) |

| 20 липня 2011 21:00 |

| Румунія    | 1 – 3    | Чехія                                   |
| ---------- | -------- | --------------------------------------- |
| Станчу 30' | Протокол | Пршикрил 44' Єлечек 61' (пен.) Янош 85' |

| Конкордія, Кіажна Глядачів: 3,550 Арбітр: Клеман Тюрпен (Франція) |

| 23 липня 2011 19:00 |

| Чехія                | 2 – 1    | Ірландія       |
| -------------------- | -------- | -------------- |
| Брабець 69' Ляча 71' | Протокол | О'Салліван 10' |

| Могошоая, Могошоая Глядачів: 337 Арбітр: Тамаш Боднар (Угорщина) |

| 23 липня 2011 21:00 |

| Румунія | 0 – 1    | Греція       |
| ------- | -------- | ------------ |
|         | Протокол | Фортуніс 37' |

| Берчень, Берчень Глядачів: 2,550 Арбітр: Стюарт Аттвелл (Англія) |

| 26 липня 2011 19:00 |

| Чехія        | 1 – 0    | Греція |
| ------------ | -------- | ------ |
| Пршикрил 70' | Протокол |        |

| Могошоая, Могошоая Глядачів: 325 Арбітр: Том-Гаральд Гаген (Норвегія) |

| 26 липня 2011 19:00 |

| Ірландія | 0 – 0    | Румунія |
| -------- | -------- | ------- |
|          | Протокол |         |

| Берчень, Берчень Глядачів: 2,470 Арбітр: Артем Кучін (Казахстан) |

### Група В
| Збірна    | І | В | Н | П | ГЗ | ГП | РМ | О |
| --------- | - | - | - | - | -- | -- | -- | - |
| Іспанія   | 3 | 2 | 0 | 1 | 8  | 4  | +4 | 6 |
| Сербія    | 3 | 1 | 1 | 1 | 3  | 5  | –2 | 4 |
| Туреччина | 3 | 1 | 1 | 1 | 4  | 3  | +1 | 4 |
| Бельгія   | 3 | 0 | 2 | 1 | 3  | 6  | –3 | 2 |

| 20 липня 2011 19:00 |

| Сербія              | 2 – 0    | Туреччина |
| ------------------- | -------- | --------- |
| Йоїч 57' Труйіч 89' | Протокол |           |

| Берчень, Берчень Глядачів: 2,160 Арбітр: Артем Кучін (Казахстан) |

| 21 липня 2011 18:00 |

| Іспанія                                                   | 4 – 1    | Бельгія    |
| --------------------------------------------------------- | -------- | ---------- |
| Сарабіа 15' (пен.) Алькасер 65' Муньїс 90+1' Мората 90+3' | Протокол | Кювейє 46' |

| Могошоая, Могошоая Глядачів: 750 Арбітр: Стюарт Аттвелл (Англія) |

Матч було зупинено на 15 хвилині через негоду за рахунку 1:0 на користь іспанців (гол забив Альваро Мората) та переграли 21 липня о 18:00 місцевого часу.
| 23 липня 2011 19:00 |

| Туреччина | 1 – 1    | Бельгія     |
| --------- | -------- | ----------- |
| Алі 77'   | Протокол | Варвеке 90' |

| Буфтя, Буфтя Глядачів: 193 Арбітр: Том-Гаральд Гаген (Норвегія) |

| 23 липня 2011 21:00 |

| Сербія | 0 – 4    | Іспанія                         |
| ------ | -------- | ------------------------------- |
|        | Протокол | Мората 13', 22', 75' Хуанмі 15' |

| Конкордія, Кіажна Глядачів: 818 Арбітр: Павел Гіль (Польща) |

| 26 липня 2011 21:00 |

| Туреччина                                   | 3 – 0    | Іспанія |
| ------------------------------------------- | -------- | ------- |
| Ромальйо 31' (аг) Каміль 51' Гомес 56' (аг) | Протокол |         |

| Конкордія, Кіажна Глядачів: 1,887 Арбітр: Тамаш Боднар (Угорщина) |

| 26 липня 2011 21:00 |

| Бельгія     | 1 – 1    | Сербія    |
| ----------- | -------- | --------- |
| Вермейл 73' | Протокол | Мркела 6' |

| Буфтя, Буфтя Глядачів: 172 Арбітр: Клеман Тюрпен (Франція) |

## Плей-оф
|  | Півфінали           | Півфінали |   |  | Фінал             | Фінал |  |
|  |                     |           |   |  |                   |       |  |
|  | 29 липня – Могошоая |           |   |  |                   |       |  |
|  | Чехія               | 4         |   |  |                   |       |  |
|  | Сербія              | 2         |   |  |                   |       |  |
|  |                     |           |   |  |                   |       |  |
|  |                     |           |   |  | 1 серпня – Кіажна |       |  |
|  |                     |           |   |  | Чехія             | 2     |  |
|  |                     | Іспанія   | 3 |  |                   |       |  |
|  |                     |           |   |  |                   |       |  |
|  |                     |           |   |  |                   |       |  |
|  |                     |           |   |  |                   |       |  |
|  | 29 липня – Кіажна   |           |   |  |                   |       |  |
|  | Іспанія             | 5         |   |  |                   |       |  |
|  | Ірландія            | 0         |   |  |                   |       |  |

### Півфінали
| 29 липня 2011 18:45 |

| Чехія                                                | 4 – 2    | Сербія              |
| ---------------------------------------------------- | -------- | ------------------- |
| Пршикрил 6' Калас 16' Єлечек 19' (пен.) Скалак 90+2' | Протокол | Деспотович 23', 28' |

| Могошоая, Могошоая Глядачів: 450 Арбітр: Артем Кучін (Казахстан) |

| 29 липня 2011 20:45 |

| Іспанія                                                      | 5 – 0    | Ірландія |
| ------------------------------------------------------------ | -------- | -------- |
| Деулофеу 27' Сарабія 40' Хуанмі 46' Мората 79', 90+1' (пен.) | Протокол |          |

| Конкордія, Кіажна Глядачів: 2,768 Арбітр: Клеман Тюрпен (Франція) |

### Фінал
| 1 серпня 2011 20:00 |

| Чехія                | 2 – 3 (д.ч.) | Іспанія                           |
| -------------------- | ------------ | --------------------------------- |
| Крейчий 52' Ляча 97' | Протокол     | Ауртенече 85' Алькасер 108', 115' |

| Конкордія, Кіажна Глядачів: 4,300 Арбітр: Стюарт Аттвелл (Англія) |

| Чемпіон Європи 2011 |
| ------------------- |
| Іспанія 8-й титул   |